# Ferrovia Codola-Nocera Inferiore
La ferrovia Codola–Nocera Inferiore è una breve linea ferroviaria campana elettrificata e a binario singolo.

## Storia
Prevista dalla legge Baccarini, che prevedeva la realizzazione di una trasversale che unisse la linea Cancello-Avellino alla Napoli-Salerno la linea fu attivata il 1º maggio 1882; in tale occasione venne anche inaugurata la nuova stazione di Codola, diventata punto di interscambio, ed in precedenza ubicata all'uscita della Galleria dell'Orco, primo tunnel ferroviario del Regno delle Due Sicilie che prende nome dal cosiddetto Passo dell'Orco, inaugurato il 31 maggio 1858., ma i treni iniziarono a transitare solamente dal 17 febbraio 1861, dopo la caduta dei Borboni, quando venne inaugurato il tratto ferroviario fra Sarno e Mercato San Severino, permettendo un collegamento ferroviario tra Capua e Mercato San Severino.
Nel luogo dove all'epoca dell'inaugurazione della linea fra Sarno e Codola, era occupato dalla prima stazione di Codola, nel dopoguerra entrò in funzione un posto movimento con funzioni di bivio che prese il nome di "Bivio Nocera", oggi dismesso, con il quale la linea proveniente da Cancello e Sarno, venne raccordata direttamente alla Codola-Nocera Inferiore, e, tramite un altro raccordo nei pressi della stazione di Nocera Superiore, alla linea per Cava dei Tirreni e Salerno. Il collegamento permetteva ai treni provenienti dal Nord e da Caserta di immettersi direttamente verso Sud evitando Napoli e senza dover invertire la marcia a Codola e a Nocera Inferiore. Il collegamento venne realizzato esclusivamente per il servizio merci in quanto si riteneva che un servizio passeggeri diretto fra Sarno e Salerno avrebbe tenuto fuori due centri importanti come Codola e Nocera Inferiore, ma nel tempo il "Bivio Nocera" divenne anche fermata per il servizio viaggiatori, in quanto, benché ufficialmente limitata ai soli ferrovieri in servizio e propri familiari, ad utilizzare la fermata erano anche abitanti della zona che approfittavano della benevolenza dei ferrovieri.
Nel 1948 l'elettrificazione del raccordo Codola-Nocera Inferiore consentì un miglioramento dei tempi di percorrenza.
La realizzazione lungo il tratto Codola-Nocera Inferiore di due raccordi, il primo proveniente da "Bivio Nocera", che consentiva ai treni provenienti di Sarno di imboccare direttamente la linea per Nocera Inferiore senza passare per Codola, e il secondo proveniente da Nocera Superiore, che analogamente consentiva ai treni provenienti da Salerno di imboccare direttamente la linea per Sarno senza passare per Nocera Inferiore, determinò la nascita di un ulteriore posto movimento, denominato "P.M. Piedimonte", per consentire il controllo dell'interconnessione fra i due binari provenienti da Bivio Nocera/Codola da un lato e da Nocera Inferiore/Nocera Superiore dall'altro. Il Posto di movimento era ubicato ad un passaggio a livello nell'attuale via Falcone Borsellino di Nocera Inferiore, nel rione di Piedimonte. Il posto movimento rimase in funzione per quasi cinquant'anni e pur non essendo ufficialmente aperto al servizio viaggiatori, era talvolta utilizzato per qualche fermata straordinaria, soprattutto per gli stessi ferrovieri in servizio.
Con l'apertura al traffico nel 1977 della Galleria Santa Lucia, che collegando direttamente Nocera Inferiore con Salerno evitava ai treni a lunga percorrenza il transito per il ripido valico di Cava de' Tirreni, il raccordo proveniente da Piedimonte venne collegato non più alla linea preesistente per Nocera Superiore ma alla nuova variante per Salerno, rendendo pertanto necessario creare un nuovo posto movimento con funzioni di bivio che prese il nome di "Bivio Grotti", in località Grotti di Nocera Inferiore, dotato anche di due marciapiedi, il primo sul primo binario, il secondo fra il secondo e terzo binario, che servivano solo per consentire fermate straordinarie per i ferrovieri in servizio.
All'inizio degli anni novanta era stato preparato presso il "P.M Piedimonte" un impianto per l'automazione della linea, ma tale impianto non entrò mai in funzione, in quanto, in seguito all'attivazione, nel 1992, della linea per Sarno via "Torricchio"–"Bivio Santa Lucia", il collegamento "Bivio Nocera"–"Bivio Grotti" fu ritenuto superfluo e venne dismesso in seguito, con successiva rimozione dei binari dei rispettivi raccordi e disattivazione del Posto di Movimento Piedimonte lasciando solo il collegamento Codola - Nocera Inferiore.

## Caratteristiche
|  |  | Unknown route-map component "STR+l" | Unknown route-map component "CONTfq" |  |

| Station on track |

| Unknown route-map component "kABZg3" |

| Unknown route-map component "dCONTgq" | Unknown route-map component "kABZr+1x2" | Unknown route-map component "STR+k4" + Unknown route-map component "exkSTRc3" | Unknown route-map component "d" |  |

| Unknown route-map component "ekABZg+4" |

| Unknown route-map component "eDST" |

| Unknown route-map component "CONTgq" | Unknown route-map component "KRZu" | Unknown route-map component "CONTfq" |

| Unknown route-map component "eHST" |

| Small bridge over water |

| Unknown route-map component "ekABZg2" |

|  | Unknown route-map component "d" | Stop on track + Unknown route-map component "kSTRc2x1" | Unknown route-map component "kABZl+3x4" | Unknown route-map component "dCONTfq" |

| Unknown route-map component "kABZg+1" |

| Station on track |

|  | Unknown route-map component "CONTgq" | One way rightward |  |  |

## Traffico
La linea è percorsa dai treni della "Circumsalernitana" Salerno–Nocera Inferiore via Mercato San Severino.